# Mapusa
Mapusa è una città dell'India di 40.122 abitanti, situata nel distretto di Goa Nord, nello territorio federato di Goa. In base al numero di abitanti la città rientra nella classe III (da 20.000 a 49.999 persone).

## Geografia fisica
La città è situata a 15° 35' 60 N e 73° 49' 0 E e ha un'altitudine di 14 m s.l.m..

## Società

### Evoluzione demografica
Al censimento del 2001 la popolazione di Mapusa assommava a 40.122 persone, delle quali 20.843 maschi e 19.279 femmine. I bambini di età inferiore o uguale ai sei anni assommavano a 4.573, dei quali 2.481 maschi e 2.092 femmine. Infine, coloro che erano in grado di saper almeno leggere e scrivere erano 30.618, dei quali 16.576 maschi e 14.042 femmine.